# Храм Святителя Николая (Старый Оскол)
Храм Святителя Николая — приходской храм Белгородской епархии Русской православной церкви в городе Старом Осколе Белгородской области, построенный в 1910 году. Здание церкви является объектом культурного наследия и находится под охраной государства. В настоящее время храм действует, ведутся богослужения.

## История храма

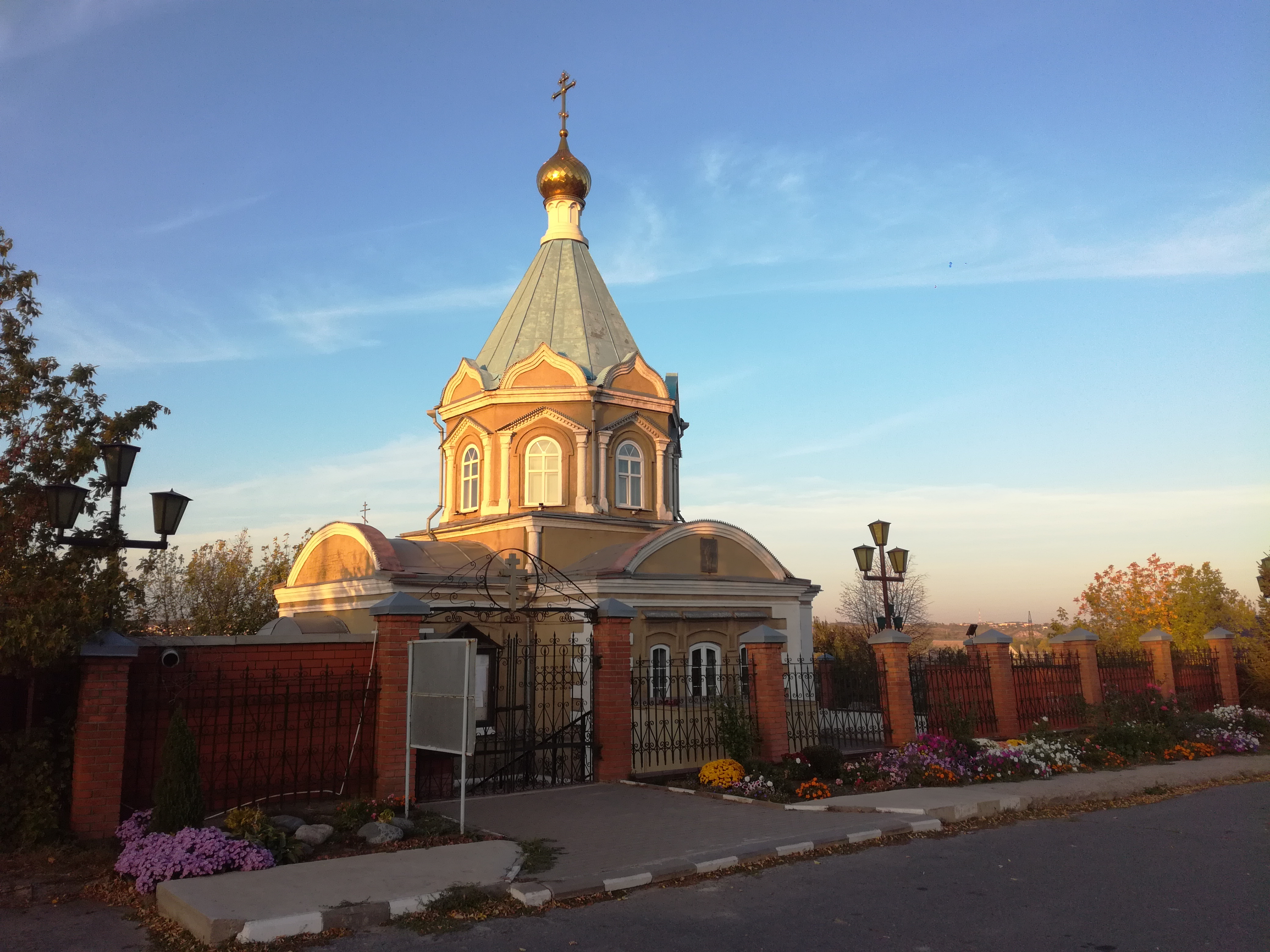
Общий вид храма

В 1642 году в селе Соковое существовал деревянный храм во имя Святителя Николая Чудотворца. Известно, что в конце 1730-х годов церковь была утрачена. Новая Никольская каменная церковь Старооскольского уезда Курской епархии села Соковое, ныне входящее в границы города Старого Оскола была построена в 1910 году. 
Только в 1917 году в этот храм был назначен постоянный священнослужитель Леонид Ампилов, который проработал недолго и по собственному желанию был переведён в Новооскольский уезд. С 4 декабря 1917 года по 22 декабря 1918 года своё послушание нёс в этом храме настоятеля Леонид Михайлович Астанин.
В 1920 году епископом Батурлинским дьякон Фёдор Петрович Чекрыгин рукоположён в сан пресвитера к Никольской церкви села Сокового. Отец Фёдор нёс службу в этом храме до начала 1930-х годов. В это время церковь под гнётом советских властей перестала действовать, а здание с 1933 года было передано под Соковскую начальную школу. Дополнительно к церкви была сооружена пристройка для нужд учащихся начальной школы.
В годы Великой Отечественной войны, во время немецкой оккупации, в храме размещались советские военнопленные. В период освобождения Старого Оскола в январе 1943 года Никольский храм подвергся частичному разрушению.
После войны и до 1947 года в здание церкви был устроен склад зерна, а затем обустроен дому культуры - место для отдыха сельчан.
В 1948-1949 годах алтарь храма был отгорожен под магазин, который закрыли после пожара. Возобновил свою работу магазин только в 1950-е годы после ремонта и просуществовал до первой половины 1970-х годов. С этого времени и до 1995 года храм находился в полуразрушенном виде.

## Современное состояние храма
Началось восстановление храма в 1995 году. Значительную роль в этом сыграл Оскольский завод металлургического машиностроения и непосредственное активное участие принял глава Старого Оскола Иван Афанасьевич Гусаров. С 22 мая 1995 года в Никольском храме начали проводить постоянные Богослужения. 31 октября 1999 года был проведён обряд освящения престола Никольского храма, который провёл архиепископ Белгородский и Старооскольский Иоанн.
С 2004 года здание храма является памятником истории и культуры.
С 17 января 1998 по 2013 годы настоятелем храма был протоиерей Андрей Александрович Зиновьев. 16 января 2014 года Сергий Викторович Шуров, протоиерей, был назначен на должность настоятеля церкви.